# Киркпартрик (Орегон)
Киркпартрик (енгл. Kirkpatrick) насељено је место без административног статуса у америчкој савезној држави Орегон.

## Демографија
По попису из 2010. године број становника је 179, што је 7 (4,1%) становника више него 2000. године.
| Група             | 2000.      | 2010.      |
| Белци             | 75 (43,6%) | 83 (46,4%) |
| Афроамериканци    | 0 (0,0%)   | 0 (0,0%)   |
| Азијати           | 0 (0,0%)   | 1 (0,6%)   |
| Хиспаноамериканци | 1 (0,6%)   | 2 (1,1%)   |
| Укупно            | 172        | 179        |